# 西宮街道
西宮街道（にしのみやかいどう）は、西宮（兵庫県西宮市）から小浜宿（宝塚市小浜）に至る街道の名称。「馬街道」の別称もある。また現在、中津浜線を逆瀬川付近で「西宮街道」とも呼ばれている。
酒造のための米や鮭を運搬した。

## 概要
西宮から宝塚市小浜宿に至るルートで、下記の地域を通る。
- 西国街道広田付近〜東光寺〜甲東村〜神呪〜小林／良元村〜伊孑志〜（武庫川・伊孑志の渡し）〜小浜宿

小浜宿で有馬街道、京伏見街道等に接続する。武庫川には橋がなかった為、伊孑志では渡し舟があり大正時代まで運行していた。段上の集落の西で今津・高木道と分岐する。また、広田集落の東で西国街道に接続する。
西国街道の分岐点から今津・高木道との分岐点までの間を昔は「厄神明王道」とも呼んでおり道標が残っている。現在は阪急今津線の段ノ上踏切より西側の部分を「やくじんさん筋」と呼んでいる。
明治時代には小林から武庫川の西側を北上し、生瀬橋西側にて有馬街道に接続する道路が作られた。この時に西宮街道は小林〜小浜宿の区間が小林〜生瀬に切り替わった。
西宮街道のいくつかの部分は、現在の兵庫県道337号生瀬門戸荘線の一部となっている。

## 沿道
- 武庫川
- 伊和志津神社
- 平林寺
- 宝塚神社
- 門戸天神社